# Senzor chimic
Un senzor chimic este un dispozitiv analitic de sine stătător care pot furniza informații despre compoziția chimică a mediului cu care este în contact, acesta putînd fi un lichid sau o fază gazoasă.